# Wyleyia
Wyleyia („z Wealdu“) je rod teropoda z kladu Euornithes. Žil v období rané křídy, asi před 140 až 136 miliony let na území současného hrabství Sussex v Anglii (lokalita objevu se nachází nedaleko obce Henfield).
Fosilie tohoto praptáka v podobě jediné deformované kosti pažní (humeru) byly objeveny v souvrství Weald Clay v rámci uskupení Hastings Beds, pocházejících z věku valangin (stáří asi 138 milionů let). Objevitelem je J. F. Wyley, podle kterého byl tento rod pojmenován. Druhové jméno zase odkazuje k oblasti jihoanglického Wealdu. Dříve byl tento taxon považován za neptačího célurosaura, dnes je spíše označován za zástupce skupiny Enantiornithes nebo dokonce Paleognathae (v rámci Neornithes). Jeho systematická pozice je ale v současnosti nejistá (incertae sedis). Formálně byl tento druh popsán roku 1973.